# Università tecnica di Dortmund

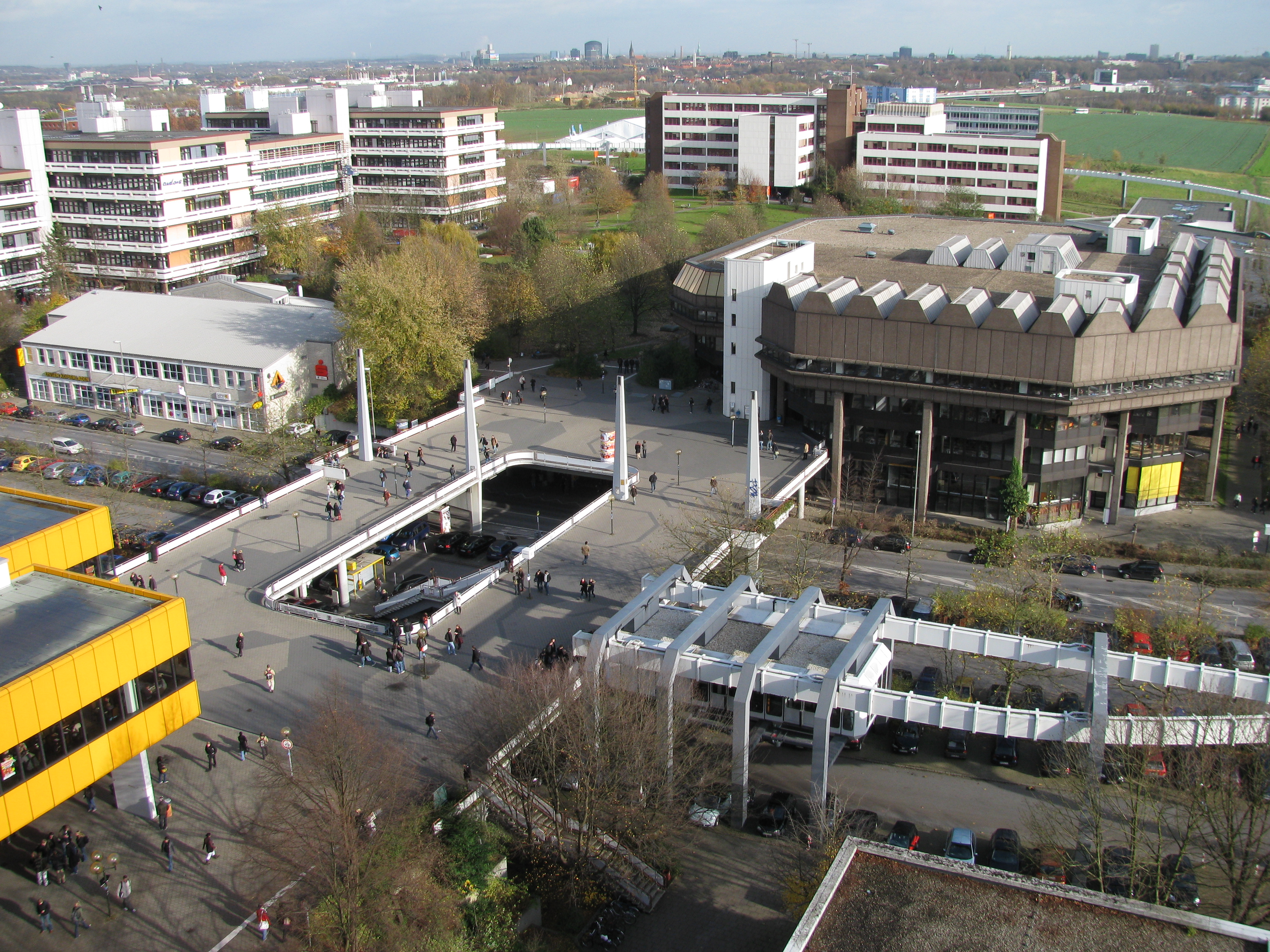
biblioteca della università

L'Università tecnica di Dortmund (Technische Universität Dortmund) si trova nella città di Dortmund, nel Bundesland Renania Settentrionale-Vestfalia. L'università fu fondata nell'anno 1968. Nell'anno accademico 2010/2011 c'erano 24.084 studenti iscritti. Nel 2009 c'erano 275 professori.